# Ghost Stories (album Stylesa P)
Ghost Stories – mixtape wydany w 2004 roku przez Stylesa P, amerykańskiego rapera z grup The Lox, D-Block i Ruff Ryders. Pojawiły się na nim utwory, w których występowali między innymi Akon i Lil Jon.

## Lista utworów
1. "Intro"
2. "No Problem Freestyle"
3. "Big Pinero Freestyle"
4. "Whatup Whatup Whatup"
5. "Don't Front"
6. "Skit"
7. "Life's A ... Freestyle"
8. "You Can't Get Me"
9. "Skit"
10. "Locked Up"
11. "Respect-Freestyle"
12. "Dim Da Lights Turn It Up"
13. "New Standarts Freestyle"
14. "Skit"
15. "Who's World Is Dis Freestyle"
16. "Yeah"
17. "Knockin' Heads Off"
18. "D'd Up Freestyle"
19. "24/7"
20. "Skit"
21. "Bullets From A Gun"
22. "Young, Gifted & Black"
23. "Don't Mean Nuttin'
24. "D-Block Niggas"
25. "LET ME EXPLAIN" (Freestyle)
26. "Skit"
27. "Real Kids Spit Dat Shit"